# Marek Szala
Marek Szala (ur. 19 sierpnia 1958 roku w Lubsku) – polski artysta, plastyk, rzeźbiarz, autor kilkuset dzieł w Polsce, Europie, Ameryce Południowej, Ameryce Północnej i Afryce. Absolwent wydziału rzeźby Państwowego Liceum Sztuk Plastycznych im. A. Kenara w Zakopanem w 1978 roku, w której później został nauczycielem i wychowawcą.  W 1986 roku ukończył studia w krakowskiej Akademii Sztuk Pięknych na wydziale grafiki – dyplom w pracowni miedziorytu. Syn polskiej rodziny wypędzonej z ,,ziem utraconych” na ,,ziemie odzyskane”. W 2008 nagrodzony przez Ministra Kultury i Dziedzictwa Narodowego nagrodą specjalną za zasługi dla kultury polskiej. W 2015 roku uhonorowany specjalnymi podziękowaniami za zasługi dla gminy Szaflary jako jej mieszkaniec. Od roku 2016 członek Rady Programowej Zakopiańskiego Centrum Kultury. W 2017 roku otrzymał nagrodę specjalną burmistrza miasta Zakopane. Decyzją Wiceprezesa Rady Ministrów Ministra Kultury i Dziedzictwa Narodowego prof. Piotra Glińskiego z dnia 28 czerwca 2017 roku, odznaczony został Brązowym Medalem "Zasłużony Kulturze Gloria Artis".

## Życiorys
W wieku 15 lat wyjechał z domu rodzinnego w Lubsku do Zakopanego, gdzie następnie spędził lata nauki w Szkole Kenara.
W latach 1979–1981 odbył służbę wojskową w 29 pułku czołgów w Żaganiu.
W latach 1986–1998 wychowawca i nauczyciel przedmiotów artystycznych i zawodowych w Państwowym Liceum Sztuk Plastycznych im. A. Kenara w Zakopanem. Po realizacji ołtarza papieskiego w 1997 całkowicie poświęcił się samodzielnej pracy artystycznej w zakresie rzeźby, grafiki, projektowania i scenografii, ze szczególną estymą dla sztuki sakralnej. Został odznaczony Brązowym (2023) i Złotym (2024) Krzyżem Zasługi.

## Twórczość
Od 1986 brał udział w ponad 30 zbiorowych  wystawach krajowych i międzynarodowych m.in.w Zakopanem, Krakowie, Gorlicach, Nowym Targu, Wrocławiu, Lubinie, San Sebastian, Siegen, Oslo, Savonlinie, Turku, Maastricht. Najistotniejsze punkty w dorobku:

### Pomniki, monumenty, figury
- autor i wykonawca ołtarza papieskiego (wraz z wyposażeniem liturgicznym) i plastycznej oprawy mszy pontyfikalnej pod Wielką Krokwią (1997)
- autor i realizator plastycznej oprawy ceremonii ofiarowania Stolicy Apostolskiej polskiej choinki z Zakopanego (scenografia Placu Świętego Piotra, polskie figury do szopki watykańskiej, stół wigilijny, dekoracje i ozdoby polskiej choinki, scenografia świąteczna Auli Pawła VI) (Boże Narodzenie 1997)
- autor jedynej polskiej rzeźby, granitowego monumentu-relikwiarza z cząstkami polskiej ziemi, upamiętniającego Jubileusz 100-lecia Krzyża na Giewoncie i pontyfikat Jana Pawła II (poświęcony przez Jana Pawła II i posadowiony w Ogrodach Watykańskich, 2003)
- papieski granitowy pomnik Jana Pawła II-Pielgrzyma  w Zakopanem (odsłoniętego w Roku Jubileuszowym 2000 przez J. E. Prymasa Polski Kardynała Józefa Glempa)
- monument Pomnik Pontyfikatu w Rabie Wyżnej (2008)
- granitowy obelisk na Drodze Solidarności – Przełęcz Harkabuz (2009)
- pomnika Ofiar Okupacji – Rokiciny Podhalańskie (2010)
- pomnik G.F.Telemanna - Żary (2010)
- brązowe tablice Jana Pawła II i kard. S. Wyszyńskiego – Warszawa (2012)
- pierwsza i druga tablica papieska na Wielkiej Krokwii,
- medalion Św. Rodziny i Brama Miłosierdzia – Zakopane (2015–2016)
- figura Zmartwychwstałego - cmentarz zakopiański (2015)
- figura Św. Floriana – Szaflary (2005)
- statuetka dla dr Wandy Półtawskiej przyznawana z okazji nadania honorowego obywatelstwa miasta Zakopane (2017)

### Projekty scenograficzne, teatralne, plenerowe
- dla teatru STU w Krakowie
- ceremonie otwarcia i zamknięcia Uniwersjad w Zakopanem (1993, 2001)
- projekty plakatów, scenografii, nagród festiwalowych, dekoracji miasta i wydawnictw na dziesięciu Międzynarodowych Festiwalach Folkloru Ziem Górskich na przestrzeni lat 1994–2007
- aranżacja Pawilonu Polskiego na międzynarodowej ekspozycji  krajów Unii Europejskiej FOIREXPO – Annecy we Francji (1994)

### Prace konserwatorskie i rekonstrukcyjne
- renowator najstarszych drewnianych nagrobków na Pęksowym Brzyzku w Zakopanem, m.in. Sabały, B. Dembowskiego, M. Dembowskiej, A. Kenara, K. Stryjeńskiego, W. Gentil-Tippenhauer, W. Dalbora, T. Hołyńskiego, St. Witkiewicza i symbolicznego nagrobka St. I. Witkiewicza na grobie M. Witkiewiczowej (1993–2016)
- renowator figury Madonny Szaflarskiej z 1380 r.

### Różne
W latach 1986-2017 autor ponad 100 realizacji plastycznych (od relikwiarzy po ołtarze) dla kościołów i zgromadzeń zakonnych w kraju i za granicą, od Abidjanu na Wybrzeżu Kości Słoniowej, poprzez  Kurytybę w Brazylii ,aż po Chicago w USA. M.in. 
- cykle Drogi Krzyżowej w Zakopanem, Dębnie Lubuskim, Kętach, Koszycach.
- projekty ołtarzowe: Karmel –Zakopane, Kęty, Świątynia 8 Błogosławieństw- Przeprośna Górka-Częstochowa, Karmel –Koszyce, kościół Św, Zofii-Warszawa, Kraków –Batowice, Mszana Dolna, Ciche.
- krucyfiksy ołtarzowe w Dębnie Lubuskim, Rabce, Skale, Krakowie, Podsarniu, Koszycach ,Zakopanem, Poznaniu, Częstochowie.
- relikwiarze: św. Floriana-Warszawa, bł. C. Borzęckiej – Kęty, Rzym, S. Faustyny – Wiedeń, św. Jana Pawła II- Mentorella, Wiedeń, Malko Trnovo, Warszawa.
- pastorały biskupie, m.in.: bpa J. Szkodonia, bpa, A. Suskiego, bpa G. Rysia, bpa W. Śpiewaka- Bermudy, abpa F.Georga- Chicago,

a także liczne tabernakula, chrzcielnice i kapliczki.
W 2015 całość plastycznej dokumentacji projektowej ołtarza papieskiego z Wielkiej Krokwi ofiarował jako depozyt wieczysty Muzeum JP Ii i Kard. S. Wyszyńskiego w Świątyni Opatrzności Bożej w Warszawie jako część stałej ekspozycji.